# Just Dance 2020
Just Dance 2020 är ett TV-spel till Wii, Nintendo Switch, Playstation 4, Xbox One och Google Stadia. Den är utvecklad av Ubisoft Paris och utgiven av Ubisoft. Spelet presenterades under en presskonferens på E3 2019.

## Låtar
Dessa låtar förekommer i spelet:
| Sång                                     | Artist                                                   | År   |
| ---------------------------------------- | -------------------------------------------------------- | ---- |
| "7 Rings"                                | Ariana Grande                                            | 2019 |
| "365"                                    | Zedd och Katy Perry                                      | 2019 |
| "Always Look on the Bright Side of Life" | The Frankie Bostello Orchestra (Monty Python)            | 1979 |
| "Baby Shark"                             | Pinkfong                                                 | 2015 |
| "Bad Boy"                                | Riton och Kah-Lo                                         | 2018 |
| "Bad Guy"                                | Billie Eilish                                            | 2019 |
| "Bangarang"                              | Skrillex med Sirah                                       | 2012 |
| "Bassa Sababa"                           | Netta                                                    | 2019 |
| "Con Altura"                             | Rosalía och J Balvin med El Guincho                      | 2019 |
| "Con Calma"                              | Daddy Yankee med Snow                                    | 2019 |
| "Everybody (Backstreet's Back)"          | Millennium Alert (Backstreet Boys)                       | 1997 |
| "Fancy"                                  | Twice                                                    | 2019 |
| "Fancy Footwork"                         | Chromeo                                                  | 2007 |
| "Fit but You Know It"                    | The Streets                                              | 2004 |
| "Get Busy"                               | Koyotie                                                  | 2019 |
| "God Is a Woman"                         | Ariana Grande                                            | 2018 |
| "High Hopes"                             | Panic! at the Disco                                      | 2018 |
| "I Am the Best"                          | 2NE1                                                     | 2011 |
| "I Don't Care"                           | Ed Sheeran och Justin Bieber                             | 2019 |
| "I Like It"                              | Cardi B, Bad Bunny och J Balvin                          | 2018 |
| "Infernal Gallop (Can-Can)"              | The Just Dance Orchestra (från Jacques Offenbachs opera) | 1858 |
| "Into the Unknown"                       | Idina Menzel med Aurora                                  | 2019 |
| "Just an Illusion"                       | Equinox Stars (Imagination)                              | 1982 |
| "Keep In Touch"                          | JD McCrary                                               | 2019 |
| "Kill This Love"                         | Blackpink                                                | 2019 |
| "Le Bal Masqué"                          | Dr. Creole (La Compagnie Créole)                         | 1984 |
| "Ma Itū"                                 | Stella Mwangi                                            | 2019 |
| "My New Swag"                            | VAVA med Ty. och Nina Wang                               | 2017 |
| "Old Town Road (Remix)"                  | Lil Nas X med Billy Ray Cyrus                            | 2019 |
| "Policeman"                              | Eva Simons med Konshens                                  | 2015 |
| "Rain Over Me"                           | Pitbull med Marc Anthony                                 | 2011 |
| "Skibidi"                                | Little Big                                               | 2018 |
| "Só Depois do Carnaval"                  | Lexa                                                     | 2019 |
| "Soy Yo"                                 | Bomba Estéreo                                            | 2015 |
| "Stop Movin'"                            | Royal Republic                                           | 2019 |
| "Sushi"                                  | Merk & Kremont                                           | 2018 |
| "Taki Taki"                              | DJ Snake med Selena Gomez, Ozuna och Cardi B             | 2018 |
| "Talk"                                   | Khalid                                                   | 2019 |
| "Tel Aviv"                               | Omer Adam med Arisa                                      | 2013 |
| "The Time (Dirty Bit)"                   | The Black Eyed Peas                                      | 2010 |
| "Ugly Beauty"                            | Jolin Tsai                                               | 2018 |
| "Vodovorot"                              | XS Project                                               | 2011 |

1. ↑  Kan låsas upp med en hemlig kod
2. ↑  Endast i åttonde generationens konsoler med internetuppkoppling

### Just DanceUnlimited[5]
| Sång                    | Artist                          | År   | Lanseringsdatum  |
| ----------------------- | ------------------------------- | ---- | ---------------- |
| "10.000 Luchtballonnen" | K3                              | 2015 | 5 november 2019  |
| "Djadja"                | Aya Nakamura                    | 2018 | 5 november 2019  |
| "Spinning (Кружит)"     | Monatik                         | 2016 | 5 november 2019  |
| "Panini"                | Lil Nas X                       | 2019 | 19 december 2019 |
| "Sucker"                | Jonas Brothers                  | 2019 | 16 januari 2020  |
| "Don't Call Me Up"      | Mabel                           | 2019 | 30 januari 2020  |
| "1999"                  | Charli XCX och Troye Sivan      | 2018 | 30 januari 2020  |
| "Woman Like Me"         | Little Mix med Nicki Minaj      | 2018 | 14 maj 2020      |
| "X"                     | Nicky Jam och J Balvin          | 2018 | 21 maj 2020      |
| "Boys" (Alternate)      | Lizzo                           | 2018 | 29 maj 2020      |
| "Hype"                  | Dizzee Rascal och Calvin Harris | 2016 | 23 juli 2020     |
| "La Respuesta" (MT)     | Becky G och Maluma              | 2019 | 30 juli 2020     |
| "Crayon"                | G-Dragon                        | 2012 | 6 augusti 2020   |
| "White Noise"           | Disclosure med AlunaGeorge      | 2013 | 13 augusti 2020  |

1. ↑  Även tillgänglig i exklusiva Benelux regionen
2. ↑  Även tillgänglig i exklusiva franska versionen
3. ↑  Även tillgänglig i exklusiva ryska-regionen